# Heckler & Koch SL8
Heckler & Koch SL8 là loại súng trường bán tự động do công ty vũ khí Heckler & Koch phát triển dựa trên khẩu HK G36. Súng được giới thiệu lần đầu trong triển lãm IWA-98 và sau đó đi vào sản xuất từ cuối năm 1998. Từ SL trong tên là Selbst-Lade có nghĩa là tự động nạp đạn, 8 là thứ tự sản phẩm súng trường dành cho thị trường dân sự mà hãng đã làm. Loại súng này được phát triển cho thị trường dân sự như việc săn bắn và thể thao nhưng cũng thích hợp dùng để huấn luyện trong quân sự, an ninh hay tự vệ. Vì có thiết kế theo dạng khối nên súng có thể thay đổi thành nhiều phiên bản khác nhau như thay loại hộp đạn sử dụng, nhiều ốp lót tay... Độ chính xác, sự thoải mái và độ tin cậy của súng được đánh giá tốt nhưng giá cả hơi đắt.

## Thiết kế
SL-8 sử dụng cơ chế nạp đạn bằng khí nén với hệ thống trích khí ngắn, thoi nạp đạn xoay nhưng chỉ bắn từng viên. Ống trích khí nằm ở phía trên nòng súng được thiết kế để có độ tin cậy tốt nhưng yêu cầu bảo dưỡng thấp. Thoi nạp đạn có 7 móc khóa viên đạn cố định vào vị trí, nút kéo lên đạn lấy từ khẩu G36 nằm phía trên thân súng dưới hệ thống nhắm khi cần sử dụng xạ thủ có thể chỉ nút kéo về bên trái hay bên phải để thuận tiện cho mình, khi không cần thiết nút kéo có thể kéo thẳng ra dọc theo thân súng cho đỡ vướng. Thân súng được làm bằng một loại nhựa tổng hợp có trọng lượng nhẹ và có thể tự hấp thu một lượng lớn độ giật khi bắn.
Ốp lót tay gồm nhiều loại có thể tháo ráp một cách nhanh chóng cũng như có thể thay các loại khe gắn hộp đạn để sử dụng các loại hộp đạn khác nhau, súng có thể được tháo rời mà không cần công cụ đặc biệt. Báng súng được thiết kế có một lỗ thay cho tay cầm cò súng và cũng như báng có thể điều chỉnh chiều cao tùy ý xạ thủ. Nút khóa an toàn nằm ở cả hai bên thân súng ngay phía trên tay cầm cò súng.
Hệ thống nhắm cơ bản của súng là điểm ruồi có thể điều chỉnh trên thanh răng. Với thanh răng trên thân súng này súng có thể gắn nhiều loại hệ thống nhắm khác nhau như hệ thống nhắm điểm đỏ, ống nhắm, hệ thống nhìn đêm... Súng có thể dùng nhiều loại hộp đạn khác nhau tùy vào loại khe gắn hộp đạn được sử dụng như các loại hộp đạn của G36 hay các hộp đạn loại STANAG.